# Marie-Thérèse de Waldbourg-Trauchbourg
Titre
Princesse Consort de Hohenzollern
22 octobre 1743 – 7 mai 1761
(17 ans, 6 mois et 15 jours)
Marie-Thérèse comtesse de Waldbourg-Trauchsbourg (en allemand : Maria Theresia Gräfin von Waldburg-Trauchburg)) comtesse de Hohenzollern-Berg, née à Dürmentingen le 3 mars 1696 et décédée à Langenenslingen le 7 mai 1761 est une princesse-consort de la maison de Hohenzollern-Sigmaringen.

## Biographie
Marie-Thérèse est la quatrième fille (sixième de treize enfants) de Christophe-François, Comte de Waldbourg-Trauchbourg (1669-1717) et de Marie-Sophie comtesse d'Oettingen-Wallerstein (1666-1743). Elle épouse à l'âge de 46 ans le 22 octobre 1743Joseph de Hohenzollern-Sigmaringen alors prince régnant et devient dès lors princesse-consort de Hohenzollern-Sigmaringen. Il n'y a pas eu de postérité de son mariage.